# Garantie de temps d'intervention
Pour les articles homonymes, voir GTI.
La garantie de temps d'intervention (GTI) est le délai contractuel dans lequel un service accidentellement interrompu doit avoir occasionné un début d'intervention de la société prestataire, en vue du rétablissement fonctionnel du service. Cette notion est utilisée notamment dans le domaine du Web, des réseaux (téléphoniques, de données...) et plus généralement dans le domaine des applications informatiques.
Elle est à rapprocher de la notion de garantie de temps de rétablissement (GTR), car elle en est généralement une composante.
Par exemple : « la maintenance de nos serveurs a une GTI de 1 heure, et une GTR de 4 heures » (ce qui signifie que le prestataire s'engage à intervenir dans l'heure qui suit la constatation de l'incident, et à rétablir le service dans les 4 heures qui suivent la constatation de l'incident).
La GTI est souvent un des composants d'un engagement de service passé entre un client et son fournisseur.